# Tondela
Tondela este un oraș în Districtul Viseu, Portugalia.

## Personalități născute aici
- Nuno Claro (n. 1977), fotbalist.